# Nueva Adigueya
Nueva Adigueya (en ruso: Новая Адыгея) es un pueblo (posiólok) del raión de Tajtamukái en la república de Adiguesia de Rusia. Está situado en la orilla izquierda del río Kubán, 12 km al noroeste de Tajtamukái y 102 km al noroeste de Maikop, la capital de la república. Tenía 2 051 habitantes en 2010
Pertenece al municipio de Starobzhegokái.